# Archief voor nationale bewegingen

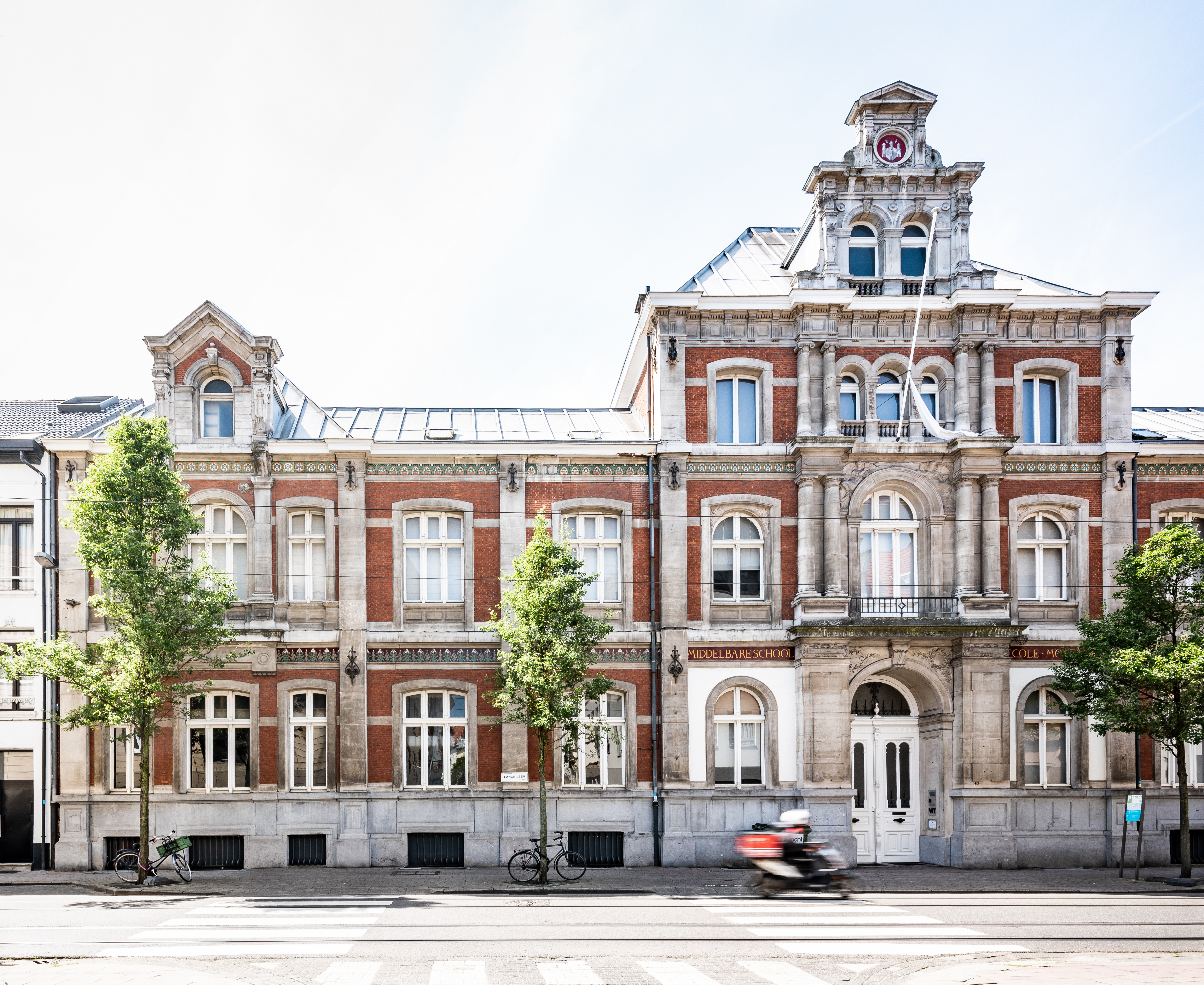
ADVN, Lange Leemstraat 26 in Antwerpen

Het Archief voor nationale bewegingen   in 1984 opgericht als Archief en Documentatiecentrum voor het Vlaams-nationalisme (ADVN), is erkende landelijke cultureel erfgoedorganisatie. Concreet is het een  archief-, documentatie- en onderzoekscentrum waar historische bronnen worden verzameld, ontsloten en gevaloriseerd over personen en organisaties binnen de Vlaamse Beweging. 
De collectie is deels vrij raadpleegbaar, deels raadpleegbaar overeenkomstig de geldende wetgeving en bepalingen. Regelmatig werkt het archief mee aan publicaties, tentoonstellingen en andere activiteiten die betrekking hebben op de Vlaamse beweging. ADVN nam het initiatief voor de actualisering van de Nieuwe Encyclopedie van de Vlaamse Beweging die sinds eind januari 2024 online toegankelijk is. 
In het driemaandelijks gratis blad ADVN-Mededelingen worden de aanwinsten gepubliceerd en aanzetten gegeven voor onderzoek naar de collectie. Het tijdschrift WT, Wetenschappelijke Tijdingen bevat artikels, recensies en signalementen omtrent de geschiedenis van de Vlaamse Beweging. 
In de recente jaren heeft ADVN haar verzamel- en studieterrein uitgebreid tot Europese nationale bewegingen en verwante thema's zoals identiteit, migratie, enz. In 2008 werd het Nationale bewegingen en Intermediaire Structuren in Europa (NISE) opgericht als netwerk van erfgoed- en onderzoeksinstellingen en academici om werk te maken van een transnationale en comparatieve geschiedschrijving van nationale en regionale bewegingen in Europa. Daarmee wordt de collectie van ADVN en ook het onderzoek over de Vlaamse beweging internationaal gevaloriseerd.  
Frans-Jos Verdoodt was stichter, directeur en later voorzitter van ADVN. Sinds 2024 is Dirk Rochtus voorzitter.